# Johann Freinsheim
Johannes Freinsheim (även Freinsheimius eller Freinshemius), född 16 november 1608 i Ulm, Tyskland, död 30 oktober 1660 i Heidelberg. Professor skytteanus, rikshistoriograf och språkman.

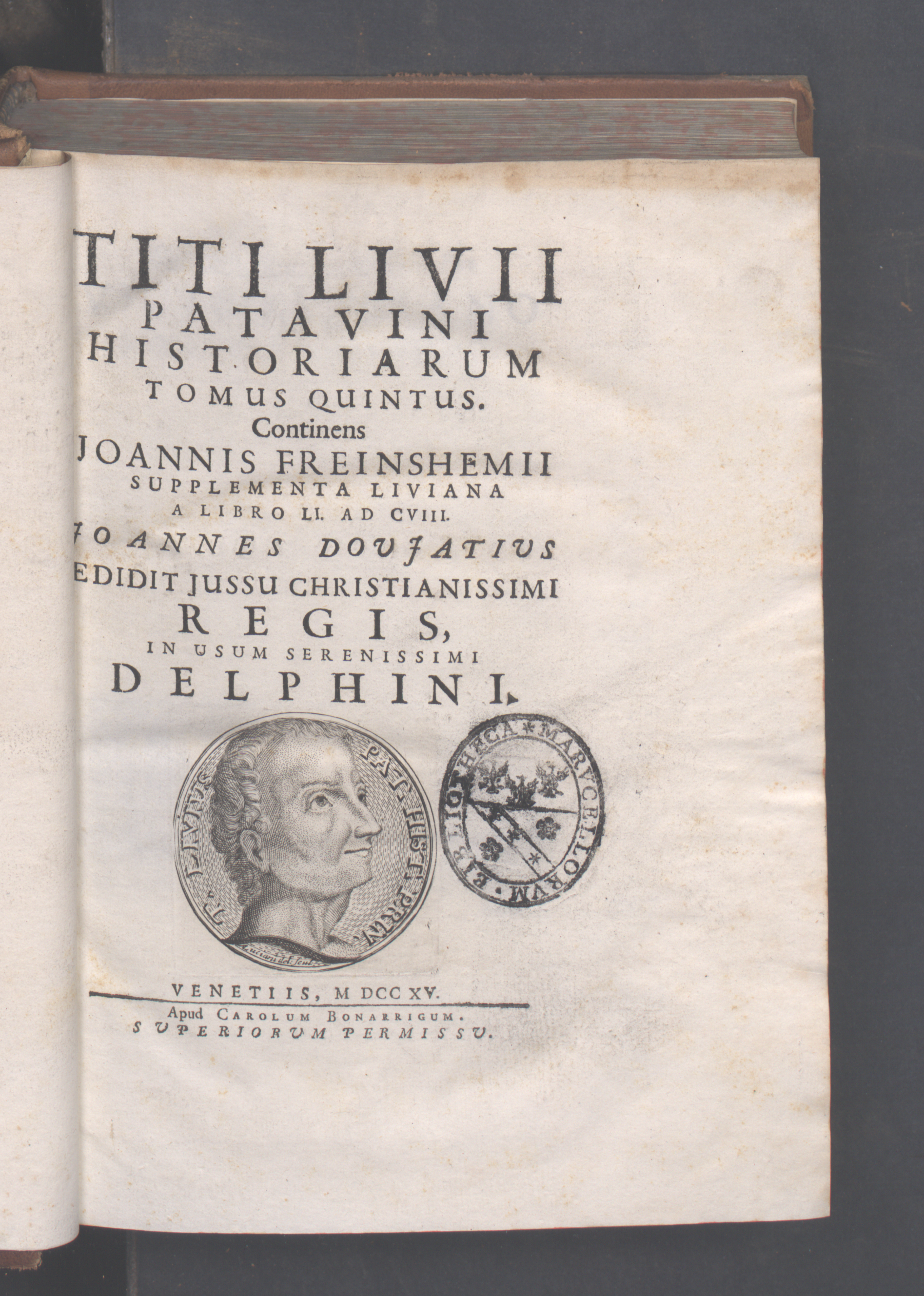
Supplementa liviana, 1715

Freinsheim gjorde sig ett namn i Tyskland som en av de yppersta latinarna under sin samtid, och var känd för sin lärdom, när han skrev ett tal över Gustav II Adolf, Panegyricus Gustavo Adolpho scriptus 1632. Detta tal torde ha bidragit till att han kallades till Sverige för att installeras som professor skytteanus 1642. Han hade den tjänsten till 1647 då han blev drottning Kristinas bibliotekarie och svensk rikshistoriograf. 
1651 lämnade han dock Sverige. Orsaken var att han inte klarade klimatet. Han blev sedermera professor i Heidelberg, vilket han förblev till sin död.
Till hans litterära gärning hör främst kommentarer till Titus Livius och Quintus Curtius Rufus.